# 19353 Pierrethierry
19353 Pierrethierry è un asteroide della fascia principale. Scoperto nel 1997, presenta un'orbita caratterizzata da un semiasse maggiore pari a 2,6868659 UA e da un'eccentricità di 0,1453643, inclinata di 11,54520° rispetto all'eclittica.